# ロックマン クラシックス コレクション2
『ロックマン クラシックス コレクション2』（Rockman Classics Collection 2）は、カプコンより2017年8月10日に発売されたロックマンシリーズの『ロックマン7』から『ロックマン10』までを収録したオムニバスソフト。

## 概要
2016年に発売された『ロックマン クラシックス コレクション』の続編にあたる。本作はオリジナル版の『9』と『10』の開発元であるインティ・クリエイツは製作に携わっていない。
対応ハードはPlayStation 4、Xbox One、Steam。ダウンロード販売だが、PS4版のみパッケージ版も発売された。PS4版のパッケージ版の特典版には「ロックマン1」から「ロックマン10」までに登場するボスの弱点を網羅した早見表が同梱されている。
2018年5月24日にはNintendo Switch版『ロックマン クラシックス コレクション 1+2』が発売された（ダウンロード版『ロックマン クラシックス コレクション』と『ロックマン クラシックス コレクション2』は単体販売のみ）が発売された。これにより、唯一任天堂のゲーム機で発売されていなかった「ロックマン8」がSwitchへの移植の形となった。また、Switch版のみamiiboに対応しており、読み込むことでチャレンジモードでSwitch版限定のステージが10種類開放される。

## 収録タイトル
全ての作品で国内版と海外版が収録されており、オプションの言語設定で切替可能。
『9』、および『10』のオリジナル版に収録されていたDLCの内容は本編を一度クリア（『10』の場合はロックマンでのクリアが対象で、ブルースでのクリアは対象外）するか、タイトル画面で専用コマンドを入力しなければ開放されない。また、本編以外のモードは、本作で別に用意されたチャレンジモードの中に収録されており、プレイするためには別モードから選択する必要がある。
- ロックマン7 宿命の対決!
  - 一部の特殊パスワードは認証しないように変更されている他に、ジャンクマンステージのスタート地点の背景の一部分が変更された。
- ロックマン8 メタルヒーローズ
  - 本作品ではPlayStation版を収録しており、セガサターン版の隠しキャラクターであるカットマンとウッドマンは登場しない。また、読み込み時間が無くステージ中間の読み込みも短縮された。Switch版発売に伴い、一部演出でのBGMの設定間違いの不具合を修正されている。
- ロックマン9 野望の復活!!
- ロックマン10 宇宙からの脅威!!

## ゲームモード
完全移植版の4作品の他、リミックスしたステージが70以上（Switch版はamiiboの使用により、80以上）収録された「チャレンジモード」と各種イラストや開発資料の閲覧、サウンドテストができる「ミュージアムモード」が収録される。
敵から受けるダメージを半分にした「防御力アップモード」も搭載される。また、ステージ途中での中断セーブが追加されている。